# Perigyn
Bij een perigyne bloem is het vruchtbeginsel bovenstandig, maar vormt de bloembodem een soort 'kelkbuis', die half zo hoog is als het vruchtbeginsel. Een voorbeeld hiervan is de overblijvende hardbloem.
Dit moet niet verward worden met een tussenstandig of halfonderstandig vruchtbeginsel, waarbij de bloembodem vergroeid is met het vruchtbeginsel en deze tot halverwege omgeeft.